# النصلة (بلاد الروس)

تعديل مصدري - تعديل

النصلة هي إحدى قرى عزلة ربع اولاد حسن بمديرية بلاد الروس التابعة لمحافظة صنعاء، بلغ تعداد سكانها 133 نسمة حسب تعداد اليمن لعام 2004.